# Rhodostrophia sinensis
Rhodostrophia sinensis là một loài bướm đêm trong họ Geometridae.